# Rudolf Schmid (Theologe)
Rudolf „Ruedi“ Schmid (* 10. August 1931 in Basel; † 25. Februar 2021 in Kriegstetten) war ein Schweizer Theologe der römisch-katholischen Kirche.

## Leben
Nach der Priesterweihe 1956 widmete er sich einem vertieften Fachstudium u. a. in Tübingen und in Rom. Von 1963 bis 1978 lehrte er als Professor für Altes Testament an der Theologischen Fakultät Luzern. Anschliessend war er als Regens des Priesterseminars St. Beat in Luzern bis 1989 tätig. Danach diente er der Kirche während sieben Jahren bis 1996 als Regionaldekan für den Kanton Luzern. 
Nach dem vorzeitigen Rücktritt von Otto Wüst aus gesundheitlichen Gründen 1993 war Rudolf Schmid als einer der Kandidaten für die Nachfolge als Bischof von Basel vorgesehen, wurde aber bei der der Wahl vorausgehenden Diözesankonferenz 1994 durch die Vertreter der Kantone mit knapper Mehrheit von der Liste gestrichen, ein äusserst seltener Vorgang, der in Kirchenkreisen und darüber hinaus für Empörung und nachträgliche Solidarisierung sorgte.
Von 1996 bis 2002 war er als Generalvikar für das Bistum Basel im Amt. Ab 2002 nahm er seinen Wohnsitz in Kriegstetten und wirkte als Priester und Seelsorger in den Pfarreien des Pastoralraums Wasseramt West-Bucheggberg mit Schwerpunkt in der Pfarrei St. Mauritius Kriegstetten.